# John Loehlin

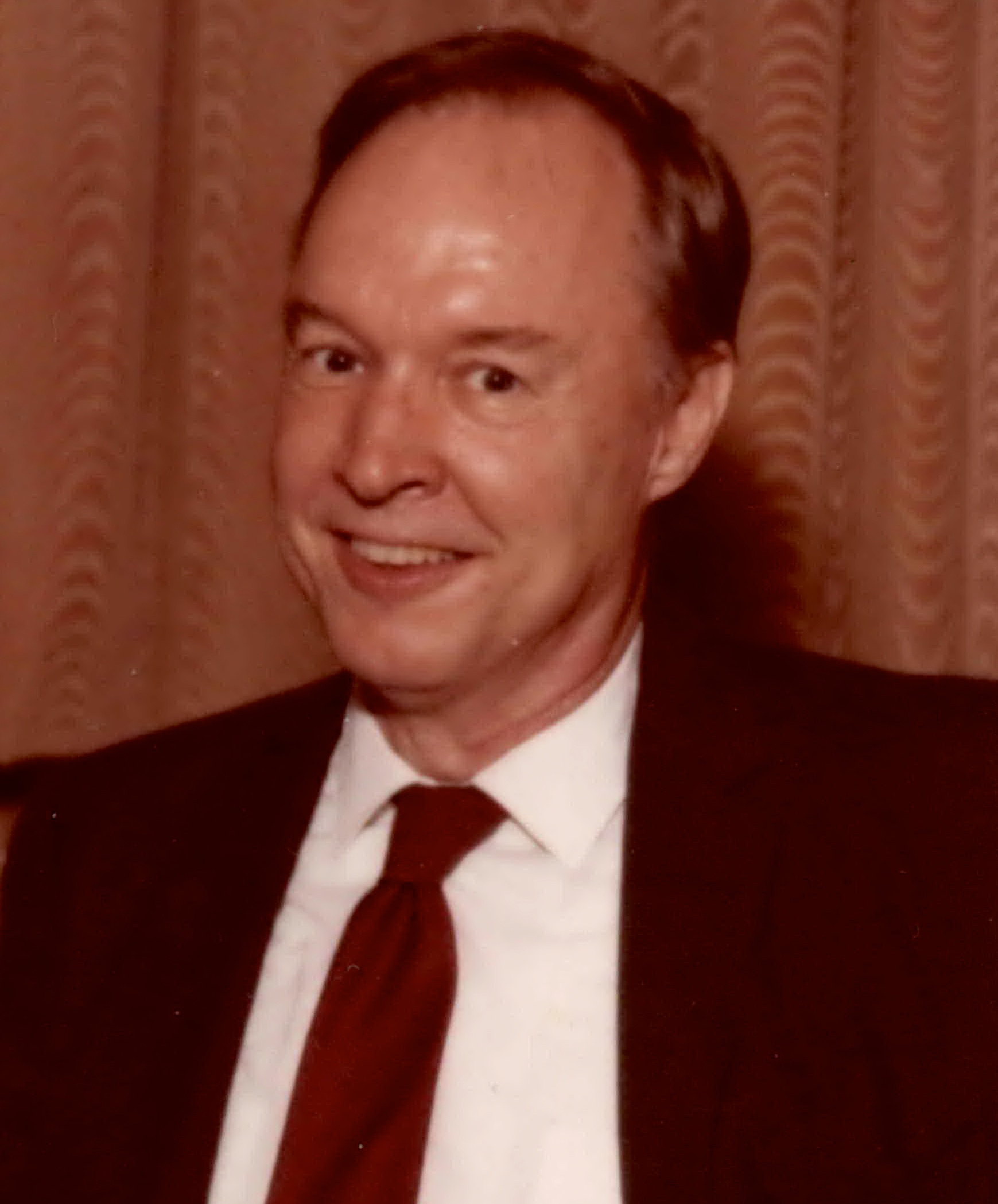
John Loehlin

John C. Loehlin (ur. 13 stycznia 1926, zm. 9 sierpnia 2020) – amerykański genetyk zachowania, psycholog i informatyk, profesor Uniwersytetu Teksańskiego w Austin. Prowadził badania nad genetycznymi i środowiskowymi determinantami inteligencji, wykorzystując do tego metodę porównywania par bliźniąt. Interesował się metodami statystyki wielowymiarowej oraz modelowaniem równań strukturalnych. Pełnił funkcję przewodniczącego Behavior Genetics Association oraz Society for Multivariate Experimental Psychology.

## Ważniejsze dzieła
- Computer models of personality (1968)
- Race differences in intelligence (1975) (współautorzy: G. Lindzey, J. N. Spuhler)
- Heredity, environment, and personality: A study of 850 sets of twins (1976) (współautor: R. C. Nichols)
- Latent variable models: An introduction to factor, path, and structural analysis (1987)
- Genes and environment in personality development (1992)